# Mesostasis
Mesostasis ist in der Petrographie und speziell in der Gesteinsmikroskopie bei magmatischen Gesteinen die Bezeichnung für die bei der Abkühlung zuletzt erstarrte Masse, welche die Zwischenräume („Zwickel“) zwischen den größeren Kristallen füllt. Der Begriff wurde ursprünglich von dem bayrischen Geologen Carl Wilhelm von Gümbel geprägt (nach ).
Die mineralogische Zusammensetzung solcher Zwickelfüllungen kann sehr unterschiedlich sein: In manchen Gesteinen treten glasige Phasen auf, in anderen Gesteinen sind es Kristalle, die deutlich kleiner sind als diejenigen im Hauptanteil des Gesteins. Meist finden sich dabei spätmagmatische Ausscheidungen wie Quarz oder Feldspat.
Die Mesostasis wird oft leicht durch autohydrothermale Alteration angegriffen, dabei kann sich eine Vielzahl unterschiedlicher Sekundärminerale (Calcit, Minerale der Chlorit- oder Zeolithgruppe) bilden, die ebenfalls meist feinkörnig sind und mit optischen Mitteln nicht immer unterschieden werden können.